# Hamlet (film, 1910)
A Hamlet William Shakespeare Hamlet című drámája nyomán 1910-ben készített és bemutatott francia némafilm Gérard Bourgeois rendezésében. 
Hamlet szerepét Jean Mounet-Sully játszotta.